# Mallotus floribundus
Mallotus floribundus är en törelväxtart som först beskrevs av Carl Ludwig von Blume, och fick sitt nu gällande namn av Johannes Müller Argoviensis. Mallotus floribundus ingår i släktet Mallotus och familjen törelväxter. Inga underarter finns listade i Catalogue of Life.